# Andreas I (ormiański patriarcha Konstantynopola)
Andreas I (ur. ?, zm. ?) – w latach 1673–1676 32. ormiański Patriarcha Konstantynopola.